# Easy Walker
Easy Walker è un album di Stanley Turrentine, pubblicato dalla Blue Note Records nel 1966. Il disco fu registrato l'8 luglio 1966 al "Rudy Van Gelder Studio" in Englewood Cliffs, New Jersey (Stati Uniti).

## Tracce
Lato A
1. Meat Wave – 4:40 (Hank Johnson)
2. They All Say That I'm the Biggest Fool – 7:40 (Buddy Johnson)
3. Yours Is My Heart Alone – 5:00 (Franz Lehar)

Lato B
1. Easy Walker – 6:10 (Billy Taylor)
2. What the World Needs Now Is Love – 6:40 (David Bacharach)
3. Alone Together – 5:35 (Arthur Schwartz, Howard Dietz)

## Musicisti
- Stanley Turrentine  - sassofono tenore
- McCoy Tyner  - pianoforte
- Bob Cranshaw  - contrabbasso
- Mickey Roker  - batteria